# No Retreat, No Surrender
No Retreat, No Surrender (alternatieve titel; Karate Tiger) is een film geschreven en geregisseerd door Corey Yuen. De film staat bekend als de doorbraak van de Belgische karateka Jean-Claude Van Damme als acteur, die echter maar een kleine rol vervulde.

## Plot
Jason Stillwell (Kurt McKinney) is een jonge karateka. Zijn vader (Timothy D. Baker) leidt een dojo in Sherman Oaks, waar hij les volgt. Een bende criminelen wil dojo's in het hele land gebruiken als dekmantel voor hun activiteiten. Jasons vader weigert lid te worden van de bende. Nadat hij fysiek belaagd is en Ivan Kraschinsky (Jean-Claude Van Damme) zijn been breekt, verkoopt hij zijn dojo en vertrekt met zijn gezin naar Seattle. Jason raakt daar verwikkeld in ruzies. De geest van Bruce Lee verschijnt aan Jason en helpt hem bij zijn training. De criminele bende wil uiteindelijk ook een dojo in Seattle overnemen door middel van een gevecht tussen de dojo's van New York en Seattle. Terwijl het gevecht op het punt staat te beginnen, zet de bende haar troef in de vorm van Kraschinsky in. Jason en Kraschinsky komen uiteindelijk tegenover elkaar te staan.

## Rolverdeling
| Acteur                | Personage                    |
| --------------------- | ---------------------------- |
| Kurt McKinney         | Jason Stillwell              |
| Jean-Claude Van Damme | Ivan Kraschinsky the Russian |
| J.W. Fails            | R.J. Madison                 |
| Kathie Sileno         | Kelly Reilly                 |
| Tai Chung Kim         | Ghost Bruce Lee              |
| Kent Lipham           | Scott the Fatboy             |
| Ron Pohnel            | Ian Reilly                   |
| Dale Jacoby           | Dean Ramsay                  |
| Pete Cunningham       | Frank Peters                 |
| Timothy D. Baker      | Tom Stillwell                |
| Gloria Marziano       | Mrs. Stillwell               |